# Thomas Hope (banchiere 1769)

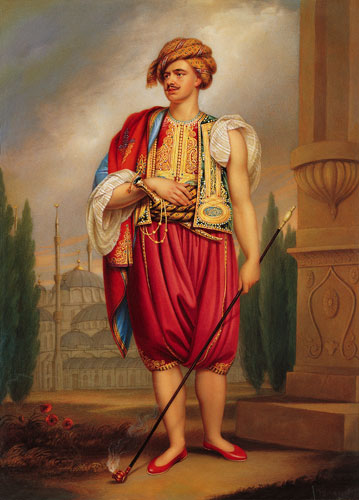
Thomas Hope in abito orientale; stampa a colori secondo il ritratto del 1798 di William Beechey

Thomas Hope (Amsterdam, 30 agosto 1769 – Londra, 2 febbraio 1831) è stato un banchiere mercantile olandese e britannico, oltre che scrittore, filosofo e collezionista d'arte, noto soprattutto per il suo romanzo Anastasius (Anastasio), un'opera da molti esperti considerata alla pari degli scritti di Lord Byron. Tra i suoi figli figurano Henry Thomas Hope e Alexander Beresford Hope.

## Primi anni ad Amsterdam e Heemstede
Thomas Hope nacque ad Amsterdam, figlio maggiore di Jan Hope, appartenente al ramo olandese della storica famiglia scozzese di banchieri mercanti Hope, proprietaria della Hope & Co.. Ereditò dalla madre la passione per le arti e, grazie alla prosperità accumulata dal padre e dal nonno, poté beneficiare di un'educazione privilegiata. Suo padre dedicò gli ultimi anni a trasformare la casa estiva di Groenendaal Park a Heemstede in un parco di sculture aperto al pubblico. Nel 1795, per sfuggire all'occupazione francese dei Paesi Bassi (1795–1810), dopo la campagna delle Fiandre, Thomas si rifugiò a Londra insieme ai fratelli e non fece più ritorno nei Paesi Bassi.

## Grand Tour
Nel 1784, all'età di quindici anni, rimase orfano di padre, che morì a L'Aia subito dopo l'acquisto di Bosbeek nel parco di Groenendaal Park. In quella circostanza, divise la collezione d'arte materna con il cugino Henry Hope, intenzionato a ultimare la propria villa Welgelegen. Pur avendo l'opportunità di entrare nell'azienda di famiglia, preferì dedicarsi allo studio delle arti. Durante il suo Grand Tour in Europa, Asia e Africa, si interessò particolarmente di architettura e scultura classica, raccogliendo numerosi reperti, tra cui il famoso Dionisio di Hope.

## Trasferimento a Londra
Nel 1794, in seguito al decesso della madre, Thomas Hope fece ritorno all’Aia. Nello stesso anno, insieme ai fratelli Adrian Elias e Henry Philip e al cugino maggiore Henry Hope – nominato esecutore testamentario – abbandonò precipitosamente le loro residenze, scorte di mobili, decorazioni murali e statue nei Paesi Bassi per trasferirsi a Londra, in previsione dell’avanzata delle truppe rivoluzionarie francesi verso Amsterdam. Mentre Adrian Elias sarebbe successivamente rientrato a Groenendaal Park e vi avrebbe ampliato i giardini, Henry Hope non visse abbastanza a lungo da rivedere il restauro della sovranità olandese da parte di re Guglielmo I (avvenuto solo nel 1814, dopo la pace di Vienna), essendo scomparso nel 1811.

## Carriera come decoratore d'interni
Gli Hope stabilirono una residenza a Londra in Duchess Street, vicino a Portland Place. Thomas Hope, dopo i suoi lunghi viaggi, si godette l'atmosfera cosmopolita di Londra, mentre i suoi fratelli più giovani persero la loro casa nei Paesi Bassi. Egli decorò la casa in uno stile molto elaborato, a partire da disegni fatti da lui stesso con ogni stanza che assumevano uno stile diverso influenzato dai paesi che aveva visitato. In sostanza, le collezioni d'arte combinate della Hope & Co., dei suoi genitori e di Henry Hope gli diedero l'opportunità di approfondire la ricerca sulle varie arti che aveva studiato durante i suoi viaggi e cominciò a scrivere libri sulla decorazione e sui mobili, i primi nel loro genere. Come con villa Welgelegen, Henry Hope aprì la casa come museo semi-pubblico. Il museo della casa comprendeva tre gallerie di vasi piene di vasi greci antichi e della Magna Grecia acquistati dagli Hope dalla seconda collezione di vasi di sir William Hamilton.
In questa eclettica e ricca residenza di scapoli, il fratello minore Henry Philip supervisionò la collezione di gemme (acquisendo il Diamante Hope e la Perla Hope), mentre il cugino Henry si occupò del settore bancario e dell'acquisto della Louisiana, insieme ai Baring. Thomas Hope, tuttavia, non si fermò a Londra. Egli intraprese il suo Grand Tour da dove si era interrotto, e nel 1795 iniziò i suoi ampi tour nell'impero ottomano che includeva visite in Turchia, Rodi, Egitto, Siria e penisola arabica. Rimase per circa un anno a Costantinopoli, durante il quale realizzò circa 350 disegni raffiguranti le persone e i luoghi a cui fu testimone nell'Impero ottomano, una collezione che ora si trova nel museo Benaki di Atene.
Durante questi viaggi, la Hope & Co. gli diede libero sfogo per raccogliere molti dipinti, sculture, oggetti antichi e libri, alcuni dei quali erano destinati ad essere esposti al pubblico ad Amsterdam nelle filiali del Keizersgracht 444, e alcuni dei quali erano destinati alla sua casa di Londra in Duchess Street nel 1804.

## Matrimonio e trasferimento a Deepdene

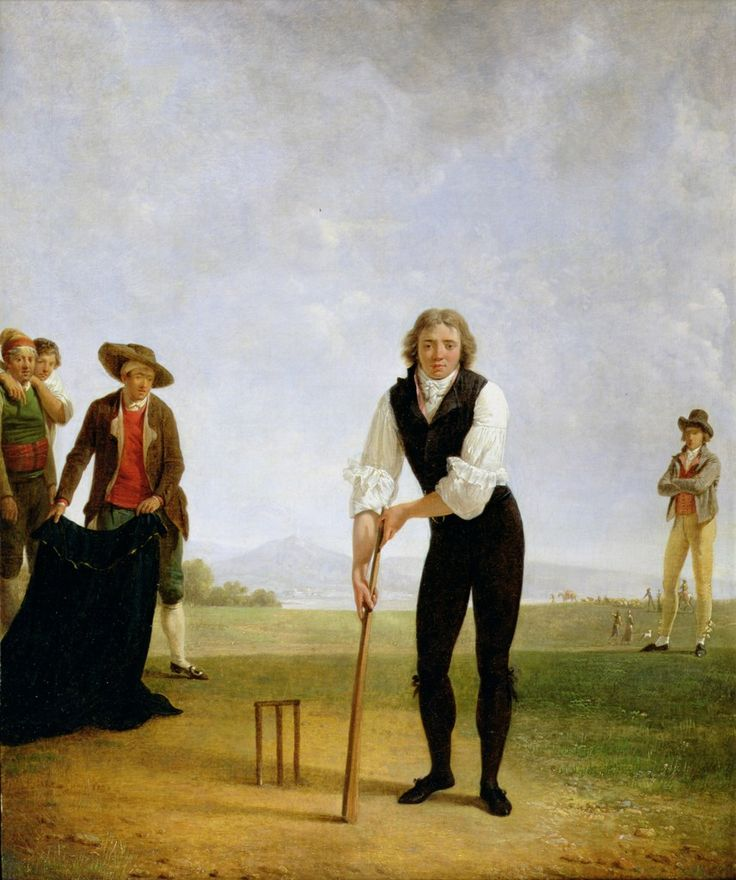
Thomas Hope che gioca a cricket (Sablet, 1792)

Dopo il suo matrimonio con Louisa de la Poer Beresford nel 1806, Hope acquisì una residenza di campagna a Deepdene, vicino a Dorking nel Surrey. Qui, circondato dalle sue grandi collezioni di dipinti, sculture e oggetti d'antiquariato, Deepdene divenne una famosa località di uomini di lettere e di moda. Tra i lussi suggeriti dal suo gusto raffinato e offerto ai suoi ospiti, c'era una biblioteca in miniatura in diverse lingue in ogni camera da letto.
Egli diede anche frequentemente lavoro ad artisti, scultori e artigiani. Bertel Thorvaldsen, lo scultore danese, era in debito con lui per il riconoscimento precoce dei suoi talenti, ed era anche un patrono di Francis Legatt Chantrey e di John Flaxman; fu per suo ordine che quest'ultimo illustrò gli scritti di Dante Alighieri. Sviluppò i giardini in una particolare versione di stile pittoresco.
Thomas era noto per il suo snobismo e la sua bruttezza, un contemporaneo che lo descriveva come "indubbiamente lontano dall'uomo più gradevole d'Europa. È un ometto dall'aspetto malvagio ... con faccia e modi effeminati." Quando il pittore francese Antoine Dubost espose un suo ritratto intitolato "La bella e la bestia", raffigurandolo come un mostro che offriva gioielli alla moglie, provocò uno scandalo pubblico: il dipinto fu mutilato dal fratello di Louisa. Un ulteriore scandalo sorse nel 1810 quando Thomas si mise con un bellissimo giovane marinaio greco, Aide, e tentò di introdurlo nella società.
Hope fece parte della Massoneria.
Hope fu il padre di Henry Thomas Hope, patrono dell'arte e politico e Alexander James Beresford Hope, scrittore e politico.

## Scrittore
Thomas era ansioso di far progredire la consapevolezza del pubblico sulla pittura e sul design storico e di influenzare il design nelle grandiose case londinesi dell'epoca della reggenza inglese. Nel perseguire i suoi progetti accademici, iniziò a disegnare mobili, interni delle stanze e costumi, e a pubblicare libri con i suoi testi accademici.
Nel 1807 Thomas Hope pubblicò i bozzetti dei suoi mobili, in un volume in folio, intitolato Household Furniture and Interior Decoration (Mobili per la casa e decorazione di interni), che ebbe una notevole influenza e determinò un cambiamento nel rivestimento e nella decorazione interna delle case. I disegni dei mobili di Hope erano in stile pseudo-classico generalmente chiamato "Impero inglese". A volte era stravagante e spesso pesante, ma era molto più contenuto rispetto ai gusti successivi di Thomas Sheraton in questo stile.
Nel 1809 pubblicò i Costumes of the Ancients (Costumi degli Antichi), e nel 1812 Designs of Modern Costumes (Disegni di costumi moderni), opere che mostrano una grande quantità di ricerche antiquarie. Il libro Historical Essay on Architecture (Un saggio storico sull'architettura), che presentava illustrazioni basate sui primi disegni di Hope, fu pubblicato postumo dalla sua famiglia nel 1835. Così Thomas Hope divenne famoso nei circoli aristocratici di Londra come "l'uomo dei costumi e dei mobili". Il soprannome era considerato un complimento dai suoi entusiasti sostenitori, ma per i suoi critici, incluso Lord Byron, era un termine ridicolo.

### Anastasius
Desideroso di un diverso tipo di successo letterario all'avvicinarsi dei cinquant'anni, Hope iniziò a lavorare a un romanzo con l'incoraggiamento entusiasta di alcuni amici intimi. Il risultato, completato nel 1819, Anastasius (Anastasio), fu un'opera di tale interesse accademico, cruda eccitazione e potenza descrittiva che la prima edizione pubblicata dal leggendario editore londinese John Murray divenne un vero e proprio successo. Una seconda edizione venne esaurita in ventiquattro ore. Seguirono rapidamente traduzioni straniere in francese, tedesco e fiammingo.
Il romanzo sollevò una cortina di ignoranza sull'Oriente senza essere una semplice rivisitazione dei viaggi di Hope. L'omonimo narratore-eroe Anastasio era impavido, curioso, astuto, spietato, coraggioso e, soprattutto, seducente.  Come soldato mercenario musulmano appena convertito, Selim, i suoi viaggi lo gettarono tra amici, amanti e nemici.
Le descrizioni di Hope rivelarono la vita degli abitanti dell'Impero ottomano e fornirono sorprendenti scorci delle guerre combattute tra turchi, russi e wahabei. Descrive anche molti dettagli della cultura islamica precedentemente sconosciuti, come musica, lingua, cucina, religione, leggi e letteratura.
A causa della sua modestia, Hope scelse inizialmente di non dichiarare la sua paternità di Anastasius nella prima edizione. Ironia della sorte, data la mite reputazione di Hope, la paternità del precipitante Anastasius fu inizialmente erroneamente attribuita a Lord Byron, che, secondo la leggenda, confidò a Marguerite di Blessington, di aver pianto amaramente per averlo letto. "Per essere stato l'autore di Anastasius, avrei dato le due poesie che mi hanno procurato la massima gloria." Questi eventi spinsero Hope a rivelare la sua paternità dell'opera nelle successive edizioni, aggiungendo una mappa dei viaggi di Anastasio e perfezionando il testo, sebbene questa sua paternità sia stata inizialmente accolta con incredulità da alcune riviste.
Poco dopo la morte di Hope nel 1831, la sua vedova Louisa si risposò con il cugino William Carr Beresford, I visconte Beresford. Successivamente gli Hope abbracciarono dei valori conservatori, inducendoli ad autorizzare la demolizione della leggendaria casa londinese dello scrittore, a disperdere la sua favolosa collezione d'arte e a prendere le distanze dal suo capolavoro orientale. Nessuna sostanziale raccolta di documenti personali di Thomas sopravvisse a causa dell'indifferenza familiare e Anastasius, il suo magnum opus, divenne vittima della moralità bigotta dell'età vittoriana.
Tuttavia la sua opera influenzò le opere successive di William Thackeray, Mark Twain ed Herman Melville. Più recentemente, il noto orientalista Robert Irwin, ha scritto: "questo libro, uno dei libri più importanti del diciannovesimo secolo, dovrebbe essere letto molto più ampiamente".
Oltre ai suoi altri successi, Thomas Hope fu l'autore di un'importante opera filosofica pubblicata postuma, The Origin and Prospect of Man (L'origine e la prospettiva dell'uomo) (1831), in cui le sue speculazioni si discostavano ampiamente dalle opinioni sociali e religiose dell'età vittoriana. Questo volume, che è stato citato dall'esperto di filosofia Roger Scruton, è stato un lavoro altamente eclettico e ha preso una visione globale delle sfide che l'umanità deve affrontare.
Nel suo necrologio pubblicato in The Mirror of Literature, Amusement and Instruction, volume 17, n. 476, sabato 12 febbraio 1831, era scritto: "Ricordiamo l'opinione di uno scrittore nella Edinburgh Review, subito dopo la pubblicazione di Anastasius. Con un grado di gradevolezza e di acume proprio della critica nordica, egli chiede: "Dove ha nascosto il signor Hope tutta la sua eloquenza e poesia fino a quest'ora? Come mai, all'improvviso, è scoppiato in descrizioni che non avrebbero disonorato la penna di Tacito, e ha mostrato una profondità di sentimento e un vigore di immaginazione che Lord Byron non poteva eccellere? Non ci si sottraiamo a una sola sillaba di questo elogio."
Ancora comunemente noto tra i circoli letterari come "Anastasius Hope", l'eredità artistica combinata di Thomas Hope è ancora di interesse e importanza universale.

## Morte ed eredità

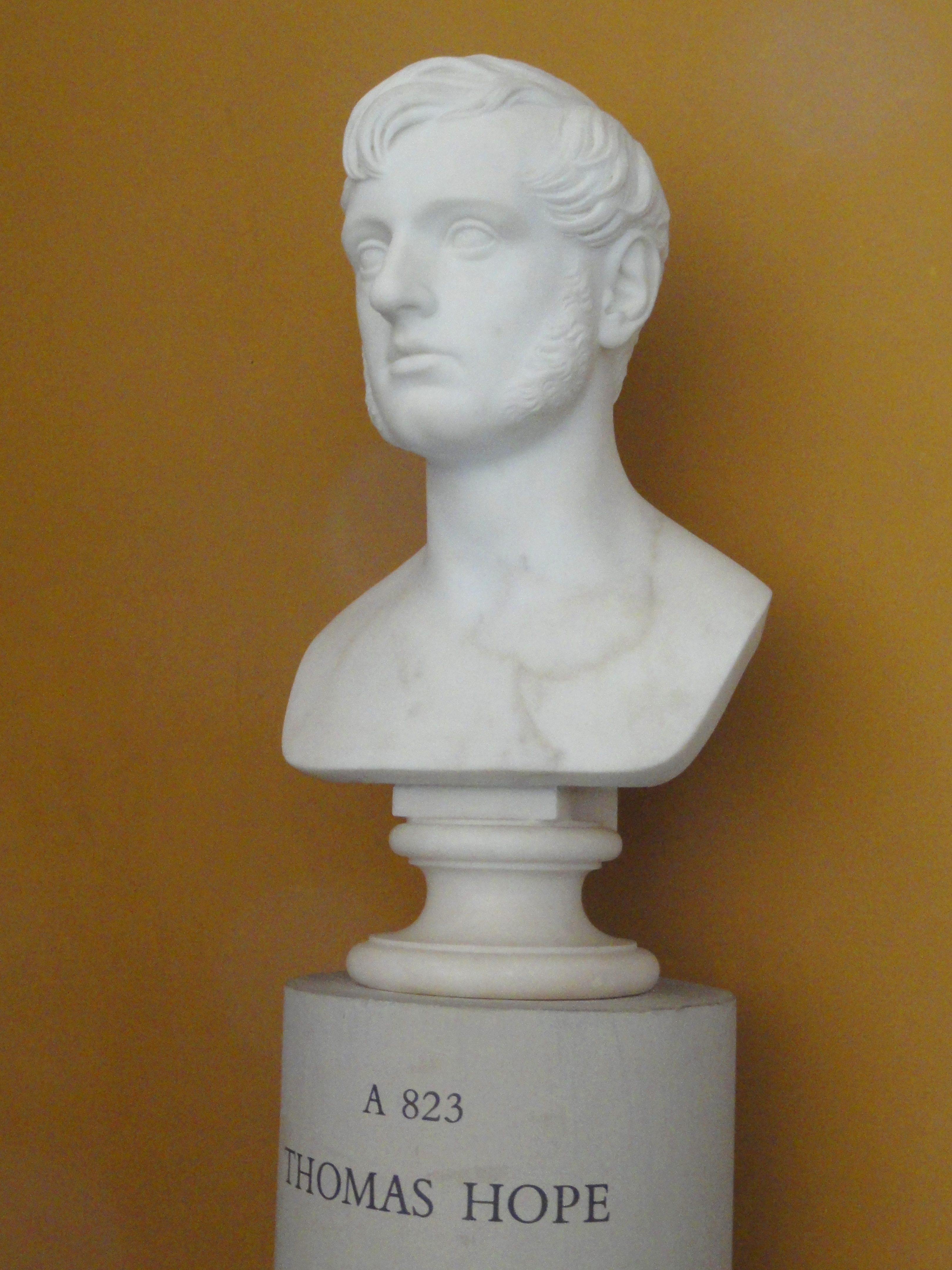
Busto di Thomas Hope al Thorvaldsens Museum di Copenaghen

All'inizio del 1831 Thomas Hope si ammalò. Egli morì il 2 febbraio a Duchess Street; e fu sepolto il 12 febbraio nel mausoleo di Deepdene. Negli ultimi anni aveva cementato la sua posizione nella società, nonostante non avesse mai ottenuto un titolo. Al momento della sua morte il suo contributo all'arte e all'architettura era stato ampiamente riconosciuto.
Le due case create da Hope sono andate perse; quello in Duchess Street fu demolito da suo figlio nel 1851 e Deepdene nel 1969. L'unica struttura superstite completa costruita da Hope è il mausoleo di Deepdene, in cui venne sepolto. Costruito nel 1818, la struttura fu la prima opera documentata a Deepdene. Fu definitivamente sigillata nel 1957 e sepolta nel 1960. Il Mausolea and Monuments Trust ha lavorato con il Consiglio distrettuale della Mole Valley per salvare la struttura e sta conducendo una campagna per scavare e ripararla. Il piano principale è stata scavato nel 2013, con ulteriori restauri nel 2016.